# عباس شایان
عباس شایان (۱۲۷۶–۱۳۶۴) پژوهشگر و نویسنده ایرانی بود.
او برای تصحیح کتاب تاریخ طبرستان و رویان و مازندران در سال ۱۳۳۶ برندهٔ جایزه کتاب سال سلطنتی شد.